# 2-Nonanon
2-Nonanon ist eine chemische Verbindung aus der Gruppe der Dialkylketone.

## Vorkommen
2-Nonanon kommt natürlich in Moschus- und Wald-Erdbeeren, Bananen, Arznei-Engelwurz,
Litsea glaucescens, Currybaum, Tabak, Boldo, Gewürznelkenbaum, Blauschimmelkäse, Butter, Weinrautenkraut, Hopfen, Cheddar-Käse, Kokosnüssen, Fisch, Krill und anderem vor.

## Gewinnung und Darstellung
2-Nonanon kann durch trockene Destillation von Bariumcaprylat mit Bariumacetat oder Oxidation von Methylheptylcarbinol bei Raumtemperatur mit Chromsäure gewonnen werden.

## Eigenschaften
2-Nonanon ist eine wenig flüchtige, schwer entzündbare, farblose Flüssigkeit mit aromatischem Geruch, die sehr schwer löslich in Wasser ist.

## Verwendung
2-Nonanon wird als Aromastoff, zum Beispiel für Lavendelduftstoffe und Käse, verwendet. Es wird auch als Zwischenprodukt in der chemischen Industrie und als Lösungsmittel eingesetzt.

## Sicherheitshinweise
Die Dämpfe von 2-Nonanon können mit Luft ein explosionsfähiges Gemisch (Flammpunkt 69 °C, Zündtemperatur 240 °C) bilden.